# Эстонский музей театра и музыки
Эстонский музей театра и музыки (эст. Eesti Teatri- ja Muusikamuuseum) — учреждение культуры Эстонии. Расположен в Таллине, улица Мюйривахе, 12. Является филиалом Эстонского исторического музея.

## История
Основан в 1924 году. В основу музея было положено собрание эстонского композитора Пеэтера Сюда (1883—1920) — огромная коллекция музыкальных инструментов, нот, книг и других предметов. Одной из целей создания музея было сохранение этих коллекций. В память о музыканте в 1924 году композиторами Мартом Сааром, Кириллусом Крееком и художником Аугустом Пульстом было основано Общество памяти Пеэтера Сюда (переименованное в Общество музыкального музея в 1931 году). С 1929 года начали собирать материалы о всех эстонских композиторах и музыкальных деятелях.
Театральные коллекции музея основаны на наследии актёра Хейно Вакса. Собранные материалы хранились в подвале Александро-Невского собора.
Первоначально музей располагался в дворце Кадриорг, где в 1921 году была обустроена комната Пеэтера Сюда (оставалась открытой до 1926 года). С 1934 года музей находится в Таллине в башне Ассауве, построенной в XIV веке (современный адрес — улица Мюйривахе, 12). В 1941 году первоначально бывший только музыкальным музей объединился с Театральным музеем, который был основан в 1937 году.
1 февраля 2019 года Эстонский музей театра и музыки вошёл в структуру Эстонского исторического музея.

## Экспозиция
В музее организовано два основных отдела — музыкальный и театральный. В музыкальном отделе собраны музыкальные инструменты и рукописный материал, ноты произведений известных композиторов (более 500 личных фондов эстонских музыкантов и композиторов, более 12 000 оригинальных рукописей сочинений). Театральный отдел предоставляет материалы об эстонском театре. Есть коллекции старых театральных фотографий, костюмов и документов (более 700 театральных и личных фондов: Эстонского общества, Эстонского театра, Эстонского драматического театра, Немецкого городского театра, Ванемуйне, Угала, Эндла и других театров, материалы о жизни и творчестве Леопольда Хансена, Амалии Конса, Эрны Виллмер, Пауля Пинна, Карла Юнгхольца, Лийны Рейман, Раймонда Кулля, Хьюго Лаури, Георга Отса, Антса Лаутера и сотен других театральных деятелей). Собрана библиотека, в её фондах подарки музею известными музыкантами, литераторами и театральными деятелями : А. Юксипом, Х. Лауром, О. Алоэ, К. Юнгхольцем, П. Пылдроосом, У. Кибуспуу, Х. Эллер, Р. Уусвяли, К. Раудсепп, Х. Тынсон, А. Сарев и другими; коллекция пьес Управления искусств и нескольких эстонских театров, газетные вырезки в цифровом формате о постановках всех театров Эстонии с 1960-х годов по 2007 год. Имеется возможность ознакомиться с отрывками из театральных и музыкальных произведений.
Все экспонаты сопровождены надписями на эстонском и английском языках, также предоставляется информация на русском и финском языках. Основной текст краткий и включает основные моменты, на которые посетитель должен обратить внимание, например, ниже есть круг с маленьким человечком, указывающим на самый старый инструмент в коллекции.
Многие из панелей также содержат сенсорный экран, на котором доступна дополнительная информация об объектах, композиторах, и посетитель может услышать звук инструмента.

## Галерея

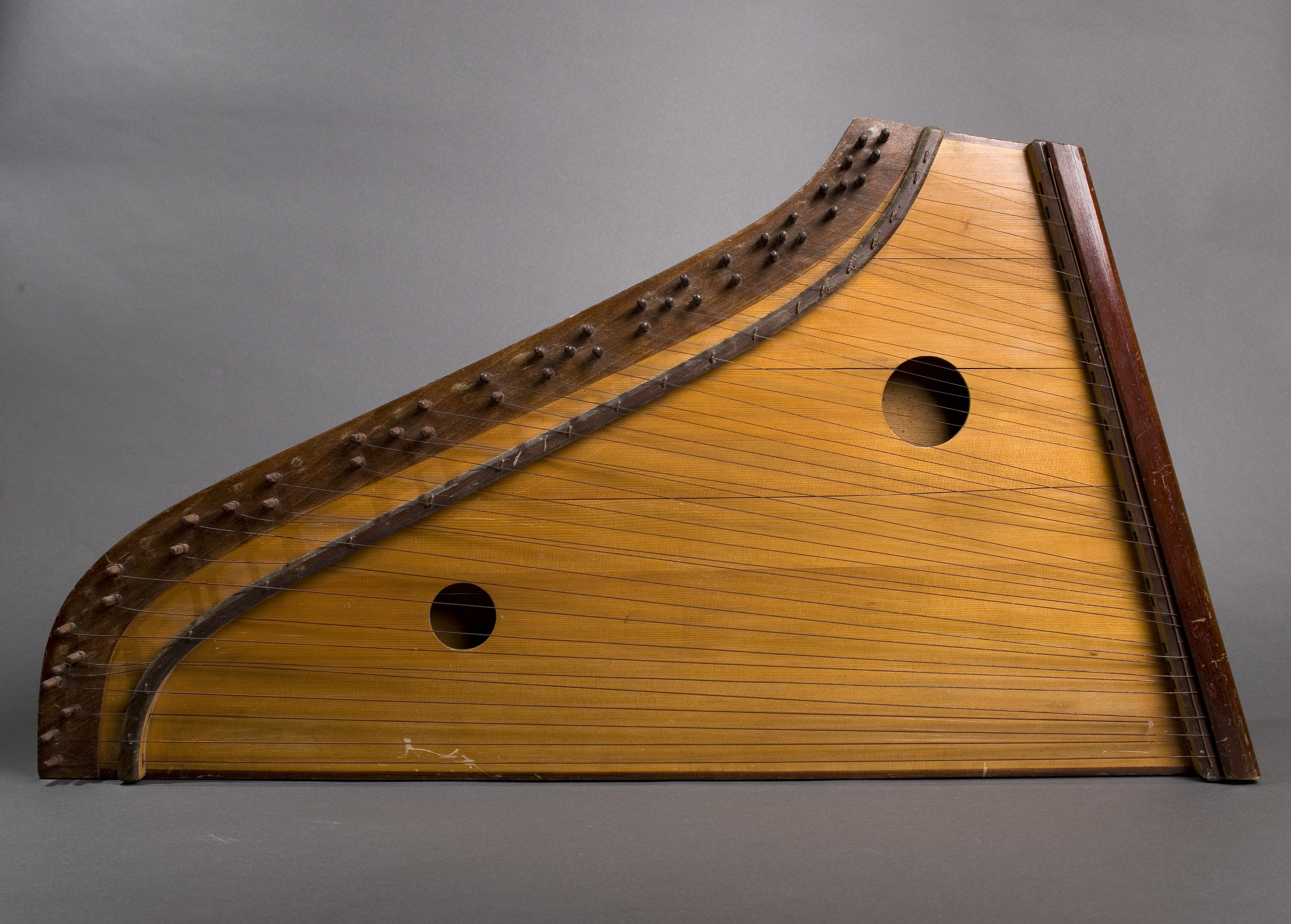
Каннель
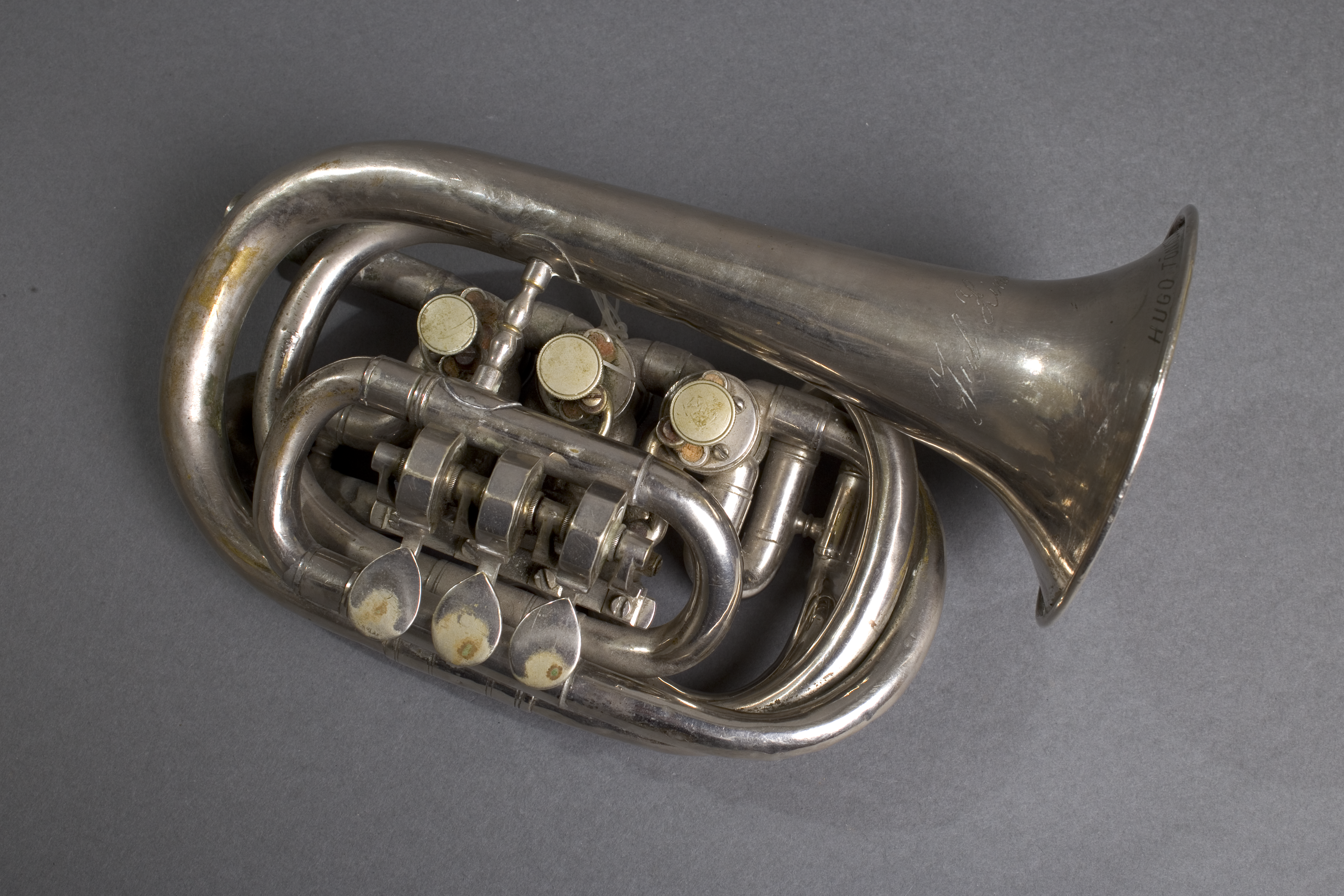
Корнет
Эстонский идиофон